# Tito Clelio Sículo
Tito Clelio Sículo  fue un político y militar romano del siglo V a. C. que perteneció a la gens Clelia. Formó parte del primer colegio de tribunos consulares.

## Familia
Clelio fue miembro de los Clelios Sículos, una rama familiar patricia de la gens Clelia. Probablemente fue nieto del consular Quinto Clelio Sículo y abuelo de Publio Clelio Sículo y Quinto Clelio Sículo.

## Cargos públicos
En el año 444 a. C. fue elegido uno de los tres primeros tribunos consulares. Sin embargo, él y sus colegas tuvieron que dimitir al cabo de tres meses, debido a que los augures, tras interpretar los presagios, encontraron una posible irregularidad en la que incurrió el presidente de los comicios, Cayo Curcio Filón, al convocar las elecciones.
En el año 442 a. C. fue uno de los triunviros encargados de fundar una colonia en Ardea. Tras organizar los repartos de tierras, Clelio y sus colegas permanecieron en la colonia para evitar un juicio al que habían sido citados en Roma.